# Joseph Smith (egyházalapító)
Ifj. Joseph Smith (Sharon, Vermont, 1805. december 23. – Carthage, Illinois, 1844. június 27.) amerikai vallási vezető, a mormonizmus megalapítója és prófétája.

## Származása és fiatalkora
Joseph Smith hat nemzedékre visszamenően amerikai volt, ősei az 1600-as években vándoroltak Angliából Amerikába.
1805. december 23-án született a Vermont állambeli Windsor megye Sharon városában. Szülei id. Joseph Smith és Lucy Mack Smith gazdálkodók voltak. A tizenegy gyermek közül ő volt az ötödik. Édesapja elveszítette az első családi birtokát, és az azt követő években számos pénzügyi kudarcot szenvedett. A Smith család többször kényszerült költözni, miközben édesapja gazdálkodott, elszegődött mások farmjára, kereskedést nyitott vagy iskolában tanított.

### A fiatal Joseph bátorsága
A Smith család New Hampsire állam West Lebanon városában élt, amikor egy halálos tífuszjárvány támadta meg a közösséget, amely addig 3000 halálesetet okozott Új-Anglia területén. Joseph ekkor 7 éves volt, és a kéthetes tífuszos lázból való felgyógyulása során csontvelőgyulladást kapott. Hetekig elviselhetetlen kínok között szenvedett, és úgy tűnt hogy az életébe fog kerülni. Háromszor vágták fel a lábát térdtől bokáig, hogy csillapítsák a fájdalmat, és a negyedik műtétnél amputálni akarták, mert életveszélyesen fertőzöttnek találták a csontot. Édesanyja nem egyezett bele. Végül Dr. Nathan Smith, aki generációkkal megelőzte korát, egy új műtéti eljárást alkalmazott. Joseph-et műtét előtt le akarták kötni kötelekkel, de visszautasította. Ezt követően a konyakot és a bort is visszautasította, és csak azt kérte, hogy édesapja fogja szorosan. Fogóval és vésővel nagyobb csontdarabokat távolítottak el a lábszárából. Édesanyja beszámolója: „Amikor a harmadik darabot távolították el, megint berontottam a szobába … A seb nyitva tátongott, a fiam és az ágy vérben úszott, és hatalmas verejtékcseppek gördültek le az arcán, amelynek minden vonása leírhatatlan szenvedésről tett tanúságot.” A felépülés lassú volt és Joseph 3 évig mankóval járt, míg újra erős és egészséges lett.
Az operáció után a Vermont állambeli Norwichba költöztek, ahol három egymást követő éven át sújtotta őket a termés csődje, ami után a New York állambeli Palmyra faluba költöztek (nem messze Rochestertől) 1816-ban. Kb. 1818-19-ben Palmyra falujából a New York állambeli Palmyra járásban egy faházba költöztek.

## Az Első látomás és a Mormon könyve
Smith elbeszélése szerint 1820-ban az Atyaisten és Jézus Krisztus megjelentek neki, és megtudta, hogy a földön lévő egyetlen egyház sem igaz, és hogy egyikükhöz sem szabad csatlakoznia. Élete rendszeres teendőit tovább végezte 1823-ig, mindvégig ádáz üldözést szenvedve vallásos és nem vallásos emberektől egyaránt, mert továbbra is megerősítette, hogy látomást látott. 1823. szeptember 21-én Moróni angyal jelent meg neki, aki utasításokat és ismereteket adott Joseph-nek arra vonatkozólag, hogy mit fog az Úr cselekedni, és mi módon kell majd királyságát az utolsó napokban irányítani. Azt is megmutatta neki, hogy a lemezek – Lábán kardja és egy mellvért társaságában – hol voltak elrejtve. Joseph ezután parancsot kapott, hogy évente mindig jöjjön el erre a helyre, pontosan ugyanazon a napon, mindaddig amíg el nem jön az idő a lemezek átvételére. Moróni minden látogatás alkalmával tanította Joseph-et.
1827-ben a helyi lakosok ellenszenve miatt Smith családjával a Pennsylvania állambeli Harmony városba (jelenleg Oakland része) költözött. Itt találkozott első feleségével, Emma Hale-vel, akivel ugyanabban az évben január 18-án összeházasodtak.
Joseph a lemezeket, valamint az elolvasásukhoz szükséges Urim és Tummim köveket, melyeket Isten készített a fordításhoz,[forrás?] 4 évvel Moróni első látogatása után, 1827. szeptember 22-én vehette át. A kövek segítségével Joseph képes volt elolvasni a reformált egyiptomi írást. Általában egy függöny mögül, a tényleges időt számítva, két hónap alatt lediktálta az angol fordítást három írnoknak. A fordítást 1829 júniusában fejezték be a New York állambeli Fayette-ben. A fordítás után a három és a nyolc tanú láthatták a lemezeket.
Smith szerint a fordítás után visszaadta a lemezeket az angyalnak. Több korabeli mormon beszámoló szerint, egy vezetőkből álló csoport, köztük Oliver Cowdery, David Whitmer, és talán mások is elkísérték Smith-t, amikor visszavitte a lemezeket egy barlangba a Kumóra dombon.
A Mormon könyve 1830 márciusában jelent meg.

## Asael Smith bizonyságtétele a prófétáról
A Mormon könyve első példányai az E. B. Grandin könyvesboltban 1830. március 26-án jelentek meg.
1830 augusztusában Joseph édesapja néhány példányt elvitt a New York állambeli St. Lawrence községbe, hogy átadja azokat édesapjának, édesanyjának és testvéreinek. Joseph nagyapja, Asael Smith majdnem teljes egészében elolvasta a könyvet, mielőtt 1830. októberben meghalt volna, és kijelentette, hogy Ifj. Joseph Smith "volt az a bizonyos próféta, akiről már régóta tudta, hogy meg fog születni a családjában."

## Az egyház megszervezése és rövid története
1830-ban Smith megalapította Az Utolsó Napok Szentjeinek Jézus Krisztus Egyházát. Bővebben lásd: Mormonizmus, egyházalapítás.
Első felhívás a szentek gyülekezésére
Ahogy az egyház rohamosan növekedett, úgy nőtt az egyházzal szembeni ellenállás is. 1830 decemberében mint próféta, kinyilatkoztatást kapott, hogy gyülekezzenek Ohióba (T&Sz 37:1), amely több mint 400 kilométerre feküdt. A New York-i szentek többsége eladta a tulajdonait, sok esetben hatalmas veszteséggel és Ohio állam Kirtland városában gyülekeztek. Joseph és Emma 1831. február 1-je körül érkeztek Kirtlandbe.
A Kirtland Safety Society Anti-Banking Company (KSSABC) összeomlása
1837. január 2-án Kirtlandben egyházi vezetők és egyháztagok bankot (quasi-bank) alapítottak. Joseph Smith volt a pénztáros. 1837 tavaszán "banki pánik" tört ki: az államokbeli 850 bankból 343 teljesen és 62 részlegesen megszűnt és az egész bankrendszer olyan sokkot kapott melyet sosem hevert ki teljesen. A pánikot 5 év recesszió követte és további bankok csődje, valamint rekordméretű munkanélküliség. A KSSABC is csődbe ment a pánik és egyéb külső-belső okok miatt (pl.:ingatlanspekulációk). Smitht 17 perben vádolták 30.206$ értékben. Mormon szakértők szerint, "4 eset ki lett fizetve; 3 esetben a felperes visszalépett; 10 eset végződött Joseph Smith és mások elleni ítélettel. Ebből a 10-ből 3 ki lett egyenlítve; 3 részlegesen kiegyenlítve; és csak 4 maradt kiegyenlítetlenül." Az egyház 38.000$ váltságdíjat fizetett Smithért a Geauga Megyei Bíróságon, melyről azt tartották, hogy bármilyen benyújtott vádat jóváhagyna Smith ellen. Joseph ezután Kanadába és Missouriba utazott, majd visszatért Kirtlandbe december 10-én. Távollétében 1.000$-ra büntették törvénytelen banki tevékenységért: a KSSABC-nél nagyobb és hosszabb ideje működő Ohio-i bankokat azonban (quasi-bank) nem pereltek be. 200-an akik a banka fektettek be, majdnem minden befektetésüket elveszítették. Joseph Smith vesztesége volt a legnagyobb. Néhány egyháztag Joseph Smitht vádolta a bank összeomlása miatt. A helyi közösség polgárai üldözést és durva támadásokat folytattak, azokkal a megkeseredett egyháztagokkal egyetemben, akiket kiközösítettek, vagy akik elpártoltak az egyháztól. Egyre növekedett a szentek és vezetőik elleni erőszak és pusztították az egyház javait. A mormonizmus történetének sötét periódusa volt ez. A próféta élete veszélyben forgott.
1838. január 12-én egy fegyveres csoport elől Smith és Rigdon Missouriba menekült. 1838 folyamán a hithű szentek többsége szintén távozásra kényszerült.
A mormon háború
Missouriban komoly összetűzések voltak a helyiek és a mormonok között, melyek egyikében 3 mormon és egy helyi lakos életét vesztette. Lilburn Boggs, Missouri kormányzója rendeletet adott ki, hogy a mormonokat "ki kell irtani vagy kiűzni az államból". Néhány nappal később egy kis csapat helyi lakos meglepett egy mormon települést a Haun Malomnál (Haun's Mill) és lemészárolta őket. A mormonok 1839-ben Illinois államba menekültek. A rendeletet hivatalosan 1976-ban vonták vissza, bocsánatot kérve a szükségtelen szenvedések miatt: "Boggs kormányzó megsértette az élethez, szabadsághoz, tulajdonhoz és szabad vallásgyakorláshoz való jogot, melyet Missouri állam alkotmánya garantált." 
Illinois államban megalapították Nauvoo várost, melynek polgármestere Smith lett. Mint a település polgármestere, Nauvvo mindenható urának képzelte magát. Amikor például a városka egyik újsága – az első és egyetlen kiadásában – többnejűsége és hatalmi túlkapásai miatt élesen bírálta, válaszképpen szétverette a nyomdát, ahol az újságot nyomták. Smith viszont ezúttal túlértékelte befolyását: ez a sajtószabadság megsértését jelentette, amiért börtön járt. Nemsokára Smith belépett a helyi szabadkőműves páholyba, ami néhány kritikus szerint kihatott a mormonizmus tantételeire. Joseph egymaga töltötte be az egyházi, polgári és katonai vezető szerepét.
1838-tól több feleséget is tartott(számuk 27 és 49 között változott) és annak ellenére, hogy 1843-ban egy látomásában állítása szerint Isten engedélyezte neki a poligámiát, a helyi keresztény, puritán lakosságból nagy felháborodást váltott ki a mormonok életvitele. Emiatt számos összetűzések alakultak ki a mormonok és a nemmormon lakosság között.
A gyógyítás napja (Nauvoo)
A mocsarakat lecsapolták és egy várost (Nauvoo, Illinois) terveztek derékszögű keresztutcákkal. Az emberek levertek, kimerültek voltak az elszenvedett megpróbáltatások miatt. Energiájuk kimerült, s könnyen váltak a malária áldozataivá.
1839. július 22-én reggel Joseph Smith, aki maga is beteg volt, körülnézett, és csak betegeket látott. A ház amelyben lakott, zsúfolásig megtelt velük, és más munkaképtelenek a kis hátsó udvarban felállított sátrakban találtak menedéket.
Wilford Woodruff beszámolója: „Joseph imájában az Úrhoz fohászkodott, s Isten ereje nagy erővel szállt le rá, és Jézushoz hasonlóan gyógyította a betegeket. Mindenkit meggyógyított a házában, az udvaron, aztán néhány apostollal elment a folyóparton fekvő betegek közé, ahol megparancsolta nekik hangos szóval Jézus Krisztus nevében, hogy keljenek fel, gyógyuljanak meg, és mindnyájan meggyógyultak. Utána a Mississippin átkelve, bementek Brigham Young elnök házába, aki betegen feküdt. A próféta meggyógyította, aztán együtt kijöttek.
Amint elhaladtak az ajtóm előtt, Joseph testvér azt mondta: »Woodruff testvér, kövess engem.« Ezután Fordham testvér házába mentek, aki egy órája haldoklott és csak percei lehettek hátra. Szemei üvegesek voltak, némán és eszméletlenül feküdt. Joseph megfogta a jobb kezét és így szólt: »… Hiszed-e, hogy Jézus a Krisztus?« »Hiszem, Joseph testvér.« – volt a válasz. Ekkor Isten prófétája hangos szóval, Jehova magasztosságával mondta: »Elijah, megparancsolom neked a Názáreti Jézus nevében, kelj fel és gyógyulj meg.«
A próféta szavai nem olyanok voltak, mint az ember szavai, hanem mint Isten szava. Úgy tűnt nekem, mintha a ház alapjaiban rendülne meg. Elijah Fordham leugrott az ágyról, arca egészséges színűvé vált. A lábán lévő meleg lenmaglisztes borogatást lerúgta és szétszórta, aztán felöltözött. Kenyeret és tejet kért, amit megevett. Aztán feltette a kalapját és követett bennünket az utcára, hogy meglátogassa a többi beteget.”
Elijah Fordham ezután még 41 évet élt.

## Halála
1844-ben Joseph Smith jelöltette magát az Egyesült Államok elnökének, ugyanakkor a terület katonai kormányzója, a többnejűség vádjának tisztázása miatt Carthage városába rendelte. 1844. június 27-én egy feketére mázolt arcú fegyveres csoport megrohamozta a börtönt, ahol Smith három társával együtt raboskodott egy emeleti szobában. Hyrumnak és Josephnek volt pisztolya, melyeket barátaik csempésztek be előző nap. Amint a csőcselék betört a szobába, Hyrumot arcon lőtték és meghalt. Smith kilőtte mind a hat golyót a pisztolyából és három embert megsebesített. A csőcselék tovább tüzelt Smithre és a többiekre. Amint Smith készülődött hogy leugrik a második emeletről, egy golyó eltalálta a szoba felől és kiesett az ablakon. A földön még megmozdult, de négyen lőttek rá és megölték.
Haláláról lásd még a mormonizmus kritikája szócikket és a Tanok és szövetségek 136. szakaszát, melyet John Taylor szemtanú írt, akinek életét egy zsebóra mentette meg, mely felfogott egy golyót a mellkasánál.

## Családja, feleségei
Első feleségével, Emma Hale-lel 9 saját és 2 örökbe fogadott gyermekük volt, akik közül öt érte meg a felnőttkort, köztük Joseph Smith III, a későbbi Újraalapított Mormon Egyház megalapítója.
A többnejűségről szóló mormon doktrína kihirdetése után Joseph Smith még meghatározatlan számú nővel kötött házasságot, ezek közül 33 házasság van hivatalosan is dokumentálva.

## Tanításai
- Az Első Elnökség és a Tizenkét Apostol Kvóruma elindított egy sorozatot az Egyház elnökeinek tanításairól. A sorozat egyik kötete:

Az Egyház elnökeinek tanításai: Joseph Smith (2008), eredeti címe: A Teachings of Presidents of the Church: Joseph Smith. A könyv része a Wentworth levél (459-469. o.), mely a próféta beszámolója "az utolsó napi szentek eredetéről, fejlődéséről, üldöztetéséről és hitéről". A levél tartalmazza a Hittételek néven ismert kijelentéseket is.

## Magyarul kiadott művei
- Joseph Smith bizonyságtétele; Church of Jesus Christ of Latter-day Saints, Salt Lake City, 1982
- Szemelvények Mormon könyvéből. Egy másik bizonyság Jézus Krisztusról; Jézus Krisztus Mai Szentjei Egyháza, Salt Lake City, 1988
- Az Utolsó Napok Szentjei Jézus Krisztus Egyházának tanai és szövetségei; Utolsó Napok Szentjeinek Jézus Krisztus Egyháza, Salt Lake City, 1995
- Előadások a hitről; ford. Gégény Tímea, Gergely Noémi; Kavalier Bt., Pilisvörösvár, 2006 (Cumorah könyvek)